# Avril 1852

## Événements
- 5 avril : 
  - Deuxième guerre britannico-birmane, déclenchée par les Britanniques qui profitent de l’avènement du roi du Siam, Rama IV, ennemi des Birmans et favorable à la présence occidentale (fin en 1855). Les Britanniques prennent Pegu le 3 juin et contrôlent le delta de l'Irrawaddy (ancien état Môn).
  - Cabinet du comte Buol-Schauenstein (affaires étrangères) en Autriche.
- 18 avril - 19 mai : les Taiping commencent le siège de Guilin.
- 29 avril : traité entre le consul britannique Beecroft et plusieurs rois duala du Cameroun, dont King Bell et le roi Akwa. La traite est à jamais abolie et les activités dérivées de l’esclavage sont proscrites. Les sacrifices humains sont interdits. Le Royaume-Uni s’assure les mêmes conditions de commerce que les autres pays européens. Les missionnaires et leurs ministres locaux sont protégés. Des indemnités sont promises aux chefs pour compenser la perte des revenus de la traite.

## Naissances
- 11 avril : Bérenger Saunière, religieux français († 22 janvier 1917).
- 12 avril : Ferdinand von Lindemann (mort en 1939), mathématicien allemand.
- 25 avril : 
  - René Verneau (mort en 1938), anthropologue français.
  - André Gely (mort en 1895), syndicaliste français.
- 26 avril : Joseph Timchenko, inventeur ukrainien († 20 mai 1924).

## Décès
- 12 avril : Thadée Tyszkiewicz, général de brigade polonais (° 17 septembre 1774).
- 26 avril : Charles Athanase Walckenaer (né en 1771), naturaliste français.